# Neeskens Kebano
Neeskens Kebano (* 10. März 1992 in Montereau-Fault-Yonne) ist ein kongolesisch-französischer Fußballspieler, der aktuell für al-Jazira Club aktiv ist.

## Karriere

### Verein
Neeskens Kebano wurde in Montereau-Fault-Yonne geboren. Sein Vorname ist eine Hommage an Johan Neeskens, sein Vater war ein großer Bewunderer von diesem. Kebano begann schon in jungen Jahren mit dem Fußball spielen, 1996 ging er zum dort ansässigen Verein ASA Montereau. In dieser Zeit praktizierte er auch Judo, entschied sich aber später nur für den Fußball. 2004 versuchte er, wie eine Vielzahl anderer Spieler auch, einen Platz bei der INF Clairefontaine, des Leistungszentrums der Fédération Française de Football zu bekommen. In dem Leistungszentrum zog er die Interesse von Paris Saint-Germain auf sich, der bot ihm ein Probetraining an, welches er annahm. Doch Kebano blieb vorerst bei ASA Montereau, wurde aber im Dezember 2005 nochmals vom PSG umworben. Im Januar 2006 unterschrieb er einen Jugendvertrag und wechselte im Juli 2006 nach Paris.
Kebano kam daraufhin ins Camp des Loges, der Jugendakademie des PSG, wo er in der U-14 begann, wo er mit Spielern wie Jimmy Kamghain, Alassane Tambe, und Bastien Héry zusammenspielte. Diese vier hatten maßgeblichen Anteil an dem Erfolg der Jugendmannschaft, die die Championnat Fédéraux de 14 ans gewann. Im darauffolgenden Jahr gewann er mit der U-15 das Double, sowie die Division d'Honneur und den Coupe de Paris. Auch in der U-16 war man mit dem Gewinn der  Championnat National des 16 ans erfolgreich. Obwohl Kebano in der Saison 2010/11 noch für die Jugend spielberechtigt war, wurde er in die B-Mannschaft hochgezogen, die in der vierthöchsten französischen Liga spielt. Er wurde von Cheftrainer Antoine Kombouaré in den erweiterten Kader für die UEFA Europa League 2010/11 berufen und bekam bei den Profis die Trikotnummer 38.
Am 8. August 2010 absolvierte bei den Amateuren beim 1:0-Sieg über den FC Bourg-Péronnas sein erstes Ligaspiel im Seniorenbereich. In der folgenden Woche erzielte er beim 4:1-Sieg über Monts d’Or Azergues Foot sein allererstes Tor. Nachdem er immer zwischen Jugendmannschaft und B-Mannschaft hin und her sprang, wurde er im Dezember 2010 für den Kader für das letzte Gruppenspiel in der Europa League gegen Karpaty Lwiw berücksichtigt. Er saß zwar auf Bank, wurde allerdings nicht eingesetzt. Das Spiel endete 1:1. Während der Winterpause kehrte er wieder in die Amateurmannschaft und spielte bis zum Januar 2011 für diese. Am 2. Februar gehörte er zum 18-Mann-Kader für das Pokalspiel gegen FC Martigues. Beim 4:1-Sieg wurde er in der 74. Minute für Mevlüt Erdinç eingewechselt und absolvierte damit sein Profidebüt. Genau einen Monat später erzielte er im Viertelfinale des Pokals gegen den Le Mans FC (2:0) sein erstes Profitor. Am 2. April absolvierte er beim 0:0 gegen den FC Lorient auch sein erstes Ligaspiel, wo er in der 70. Minute ins Spiel kam.
Für die Saison 2012/13 wurde er an den SM Caen in die Ligue 2 ausgeliehen. Dort kam er allerdings kaum zum Einsatz und spielte in nur zwölf Ligaspielem, in denen ihm ein Tor gelang.
Zur Saison 2013/14 wechselte Kebano nach seiner Rückkehr zu PSG ablösefrei zum belgischen Erstligisten Sporting Charleroi, wo er sich auf Anhieb durchsetzen konnte. Sein erstes Spiel bestritt er am 14. September 2013 gegen Oud-Heverlee Löwen. Sein Debüttor in der Liga für seinen neuen Verein konnte er sieben Tage später am 8. Spieltag erzielen, als er beim 2:0-Heimsieg gegen Cercle Brügge zur 1:0-Führung traf. Insgesamt gelangen ihm in dieser und der darauffolgenden Saison in 62 Spielen 17 Tore. Für seine guten Leistungen im Trikot von Charleroi wurde er im Jahr 2015 mit dem Ebbenhouten Schoen ausgezeichnet, einer Ehrung für den besten afrikanischen bzw. afrikanischstämmigen Fußballer in der belgischen Liga.
Im Sommer 2015 unterschrieb er einen Vierjahresvertrag beim Ligakonkurrenten KRC Genk. Doch schon ein Jahr später schloss er sich dem FC Fulham in England an. 2021 wurde er an den FC Middlesbrough verliehen.
Anfang Juli 2023 wechselte er zu al-Jazira Club nach Saudi-Arabien.

### Nationalmannschaft
Kebano spielte für die U-17, U-18 und U-19-Jugendnationalmannschaft Frankreichs. Für die U-17-Nationalmannschaft wurde er von Trainer Philippe Bergeroo zuerst gar nicht berücksichtigt, erst in der Eliterunde wurde in den Kader berufen. Sein erstes Spiel absolvierte er am 24. März 2009 am ersten Spieltag der zweiten Qualifikationsrunde gegen Weißrussland. Auch am zweiten Spieltag gegen Norwegen kam er zum Einsatz und als Frankreich sich für die Endrunde der U-17-Fußball-Europameisterschaft 2009 qualifizierte, gehörte er ebenfalls zum Kader. Kebano spielte in allen drei Gruppenspiele, im letzten Spiel gegen Italien erzielte er das Führungstor beim 2:1-Sieg.
Sein Debüt in der U-18-Nationalmannschaft bestritt er am 27. Oktober 2009 bei einem Freundschaftsspiel gegen Dänemark. Sein erstes Tor erzielte er am 10. Dezember beim 1:1-Unentschieden gegen die Ukraine. Beim Copa del Atlántico 2010 auf den kanarischen Inseln erzielte er das zweite Tor beim 4:2-Sieg über Spanien. Am Ende bestritt er acht Spiele für die U-18, in denen er zwei Tore erzielte. Kebano wurde im August 2010 in den Kader für den Sendai Cup in Japan berufen. Er wurde in allen drei Spielen eingesetzt und belegte mit seinem Team den dritten Platz. Im Oktober spielte er in den Qualifikationsspielen für die U-19-Fußball-Europameisterschaft 2011. Am 10. Oktober erzielte er beim 2:0-Sieg über Montenegro das 1:0.
Seit seinem Debüt gegen die Elfenbeinküste (4:3) am 15. Oktober 2014 wird er regelmäßig für die A-Nationalmannschaft der DR Kongo eingesetzt. Hier kommt er mittlerweile auf 24 Länderspiele, in denen er fünf Tore erzielen konnte.

## Erfolge
Auszeichnungen
- Ebbenhouten Schoen: 2015